# Johannes Fischer (Pianist)
Johannes Fischer (* 23. Oktober 1936 in Leipzig; † 24. Februar 2019) war ein deutscher Pianist, Komponist und Chordirigent.

## Leben
Johannes Fischer wurde als Sohn des Musikers Rudolf Fischer in Leipzig geboren. Er lernte am Ignaz-Günther-Gymnasium in Rosenheim und der Thomasschule zu Leipzig. Nach dem Abitur studierte er Klavier, Komposition und Chordirigieren an der Leipziger Musikhochschule.
Im Jahr 1980 wurde er Professor für Klavier an der Hochschule für Musik und Theater München. Außerdem war der Konzertpianist Generalsekretär und Vizepräsident der Beethoven-Gesellschaft München. Von 1972 bis 1990 war er Herausgeber der Klaviermusik von Ludwig van Beethoven bei der Edition Peters. Diese Tätigkeit setzte er 2005 fort. Im Eigenverlag gab Fischer die Sonaten op. 31 und op. 106 mit Kommentaren und Revisionsberichten heraus.
Fischer lebte in Prien am Chiemsee und starb am 24. Februar 2019 im Alter von 82 Jahren.